# Louis de Sainte-Marthe
Louis de Sainte-Marthe (Loudun, 20 dicembre 1571 – Loudun, 29 aprile 1659) è stato uno storico e umanista francese, fratello gemello di Scévole de Sainte-Marthe scrisse con quest'ultimo importanti opere storiografiche.

## Biografia
Louis appartenne alla famiglia Sainte-Marthe, una famiglia di celebri umanisti ed eruditi fiorita in Francia fra il XVI e il XVIII secolo. Figlio di Scévole I, 1536-1623, illustre poeta e politico del Poitou, iniziò gli studi umanistici con suo fratello gemello Scévole a Poitiers; in seguito i due fratelli studiarono giurisprudenza ad Angers. Il presidente de Thou mise a disposizione dei giovani la sua ricca biblioteca. Louis e suo fratello Scévole si dedicarono alla ricerca storiografica. Insieme al fratello fu nominato storiografo del re nel 1620 e iniziò con l'Histoire généalogique de la Maison de France, che ebbe grande successo. I due continuarono con l'Histoire généalogique de la maison de La Trémoïlle. Cooperarono infine con i benedettini Jean Chenu e Claude Robert alla monumentale Gallia Christiana che sarà continuata da numerosi familiari: i tre figli di Scévole, mentre nel secolo successivo Denis (1650-1725) ne inizierà ex novo una edizione.

## Opere
- Histoire généalogique de la Maison de France: reueue et augmentee en cette troisiesme edition. Auec les illustres familles sorties des Reynes & Princesses du Sang. Par Sceuole & Louis de Saincte-Marthe, 2 voll. A Paris: chez Sebastien Cramoisy, imprimeur ordinaire du Roy, & de la reyne regente: et Gabriel Cramoisy, rue S. Iacques, aux Cicognes, 1647
- Histoire généalogique de la maison de La Trémoïlle. Justifiées par chartes d'églises, arrêts du parlement, titres du trésor des chartes. Paris, Simeon Piget, 1668.
- Traitté historique des armes de France et de Navarre et de leur origine. Par m. de Sainte Marthe, À Paris: chez Lambert Roulland, imprimeur ord. de la Reyne proche Saint Hilaire, aux armes de la Reyne, 1673